# FFC Brauweiler Pulheim
Der FFC Brauweiler Pulheim (offiziell: Frauenfußballclub Brauweiler Pulheim 2000 e. V.) war ein Frauenfußballverein aus dem Pulheimer Stadtteil Brauweiler im Rhein-Erft-Kreis. Der Verein entstand am 1. Juni 2000 aus der Frauenfußballabteilung des Vereins Grün-Weiß Brauweiler. Die erste Mannschaft spielte sechs Jahre lang in der Bundesliga und erreichte 2001 das Endspiel um den DFB-Hallenpokal. Zur Saison 2009/10 schloss sich der Verein dem 1. FC Köln an und bildet seitdem dessen Frauenfußballabteilung.

## Geschichte
Als Grün-Weiß Brauweiler wurde die Mannschaft im Jahre 1997 deutscher Meister und insgesamt dreimal deutscher Vizemeister. Grün-Weiß Brauweiler gewann 1991, 1994 und 1997 den DFB-Pokal und stand ein weiteres Mal im Finale. Darüber hinaus gewann der Verein zweimal DFB-Supercup und einmal den DFB-Hallenpokal. Der neue Verein FFC Brauweiler Pulheim übernahm das Startrecht in der Bundesliga und konnte für seine erste Saison als eigenständiger Verein mit Silke Rottenberg und Maren Meinert hochkarätige Neuzugänge präsentieren. Die Mannschaft startete mit einem 3:0-Sieg über den 1. FC Saarbrücken in die Saison 2000/01 und hielt sich lange in der Spitzengruppe der Liga. Erst nachdem Bettina Wiegmann und Maren Meinert im März 2001 in die neue US-amerikanische Profiliga WUSA wechselten, fiel das Team von Trainer Hans-Jürgen Tritschoks zurück und landete am Ende auf Platz vier. Beim DFB-Hallenpokal 2001 erreichte die Mannschaft das Endspiel, welches jedoch gegen die Sportfreunde Siegen mit 0:2 verloren wurde. Schon in der folgenden Saison 2001/02 fiel die Mannschaft ins Mittelfeld der Tabelle zurück.
Zur Saison 2002/03 übernahm Friedhelm Fröhlich das Traineramt in Brauweiler. Während sich die Mannschaft in der Bundesliga mit Rang sechs leicht verbessern konnte, verpassten die Brauweilerinnen nur knapp den Einzug in das Pokalfinale. Im Halbfinale unterlag die Mannschaft dem FCR 2001 Duisburg mit 1:2 nach Verlängerung. Zuvor kam die Mannschaft in der ersten Runde mit einem 16:1 beim ATS Buntentor zum höchsten Sieg der Vereinsgeschichte. Am Saisonende wechselte Torhüterin Silke Rottenberg nach Duisburg und die zwischenzeitlich zurückgekehrte Bettina Wiegmann beendete ihre Karriere. Gleich zu Beginn der Saison 2003/04 geriet die Mannschaft in die Abstiegszone. Im November 2003 wurde Friedhelm Fröhlich durch Peter Angenendt ersetzt. Die Brauweilerinnen blieben jedoch in der Abstiegszone und Ende April 2004 übernahm dann Anja Koser als Spielertrainerin die Verantwortung. Ein 2:2-Unentschieden beim Hamburger SV am drittletzten Spieltag der Saison 2003/04 besiegelte den Abstieg aus der Bundesliga. Im DFB-Pokal erreichte die Mannschaft erneut das Halbfinale, unterlag dort aber dem 1. FFC Turbine Potsdam mit 0:3.
Der Verein spielte nun in der neu eingeführten 2. Bundesliga weiter und wurde in die Nordgruppe eingeteilt. Willi Küpper übernahm das Traineramt der stark verjüngten Mannschaft, die den direkten Wiederaufstieg schaffte. Großen Anteil hatte der Sturm um Torschützenkönigin Anja Koser mit 27 Toren vor ihrer Mannschaftskollegin Mariana Ciorbă, die 23 Treffer beisteuerte. Anfang April 2006 hatte die Mannschaft bei noch sieben ausstehenden Spielen bereits acht Punkte Vorsprung auf den ersten Abstiegsplatz, bevor sich die Torjägerin Ciorbă schwer verletzte. Brauweiler verlor daraufhin 1:9 gegen den FCR 2001 Duisburg und 0:13 beim 1. FFC Turbine Potsdam und verlor auch die nächsten vier Spiele. Am letzten Spieltag kam es zum Endspiel gegen den VfL Sindelfingen, der bis auf zwei Punkte herangekommen war. Mit einem 1:1 im direkten Duell zitterten sich die Brauweilerinnen zum Klassenerhalt. Erneut zerfiel die Mannschaft, die aus finanziellen Gründen nur mit jungen Talenten aufgefüllt werden konnte.
Bereits nach der 2:6-Auftaktniederlage gegen den FFC Heike Rheine warf Trainer Willi Küpper das Handtuch und Manuel Ortiz González übernahm das Traineramt. Als erste Mannschaft der Bundesligageschichte blieben die Brauweilerinnen ohne Punktgewinn. Tiefpunkt der Saison war eine 0:12-Niederlage beim FCR 2001 Duisburg, bei der alleine Inka Grings sechsmal traf. Zur Zweitligasaison 2007/08 wurde der Verein der Südgruppe zugeteilt, wo die Mannschaft erneut gegen den Abstieg kämpfte. Anfang April 2008 stellte der Verein beim Amtsgericht Köln einen Insolvenzantrag. Eine langwierige Prüfung durch das Finanzamt ergaben eine erhebliche Steuerforderung gegenüber dem Verein. Am Saisonende stieg die Mannschaft als Tabellenletzter in die Regionalliga West ab. Dort konnte sich der Verein stabilisieren und schaffte als Meister den direkten Wiederaufstieg. Das letzte Spiel der Vereinsgeschichte ging bei der DJK Arminia Ibbenbüren mit 3:4 verloren.

## Statistik

### Erfolge
- Finalist im DFB-Hallenpokal: 2001
- Meister 2. Bundesliga (Nord): 2005
- Meister der Regionalliga West: 2009

### Saisonbilanzen
| Saison  | Liga               | Platz | S  | U  | N  | Tore   | Punkte | DFB-Pokal     |
| ------- | ------------------ | ----- | -- | -- | -- | ------ | ------ | ------------- |
| 2000/01 | Bundesliga         | 04.   | 12 | 01 | 09 | 56:032 | 37     | Viertelfinale |
| 2001/02 | Bundesliga         | 07.   | 10 | 03 | 09 | 37:027 | 33     | Viertelfinale |
| 2002/03 | Bundesliga         | 06.   | 09 | 04 | 09 | 41:027 | 31     | Halbfinale    |
| 2003/04 | Bundesliga         | 11.   | 03 | 06 | 13 | 30:057 | 15     | Halbfinale    |
| 2004/05 | 2. Bundesliga Nord | 01.   | 18 | 02 | 02 | 95:025 | 56     | Achtelfinale  |
| 2005/06 | Bundesliga         | 10.   | 03 | 04 | 15 | 24:079 | 13     | Achtelfinale  |
| 2006/07 | Bundesliga         | 12.   | 0  | 0  | 22 | 15:100 | 0      | 2. Runde      |
| 2007/08 | 2. Bundesliga Süd  | 12.   | 03 | 05 | 14 | 25:064 | 14     | 1. Runde      |
| 2008/09 | Regionalliga West  | 01.   | 20 | 02 | 04 | 64:025 | 62     | 1. Runde      |

## Persönlichkeiten

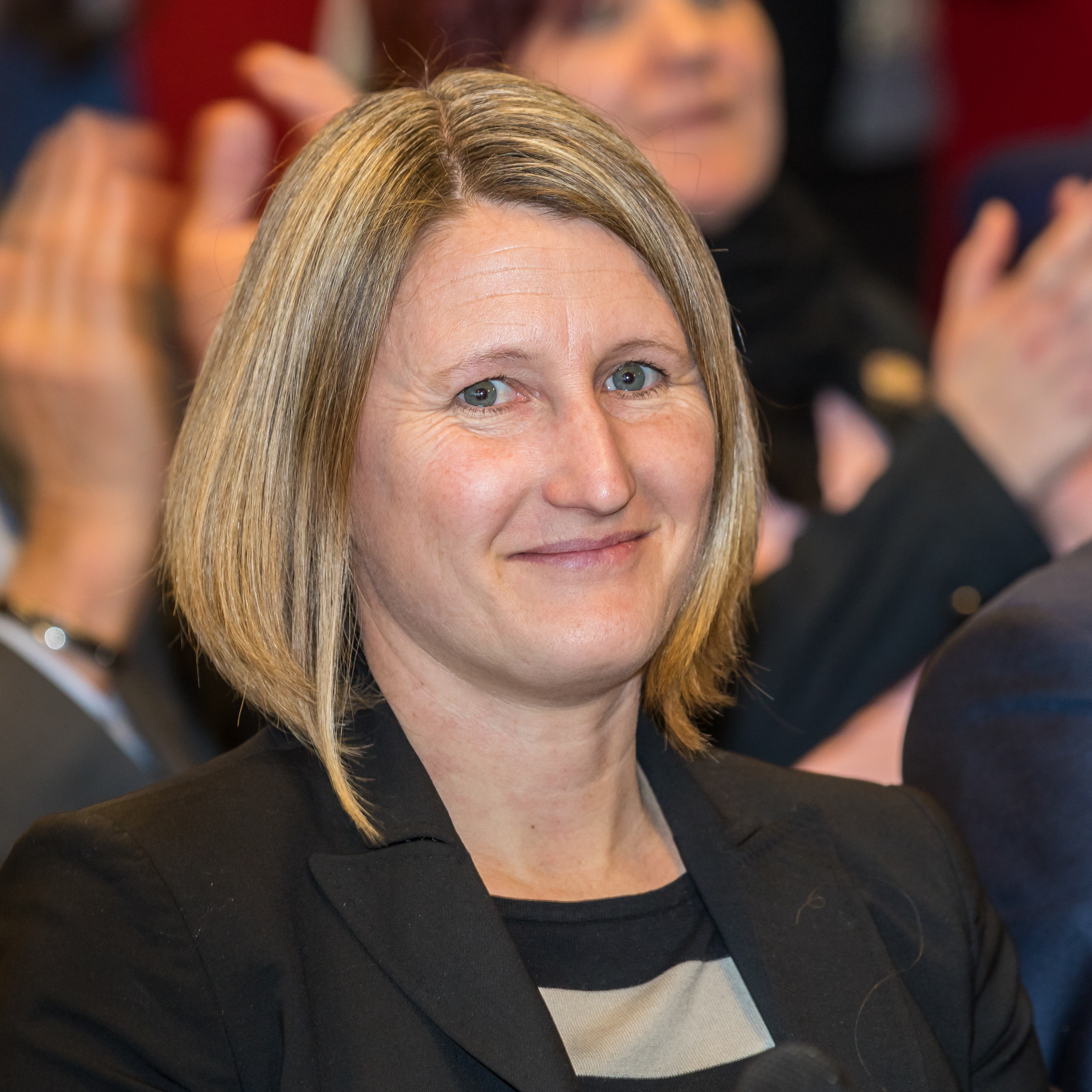
Sonja Fuss

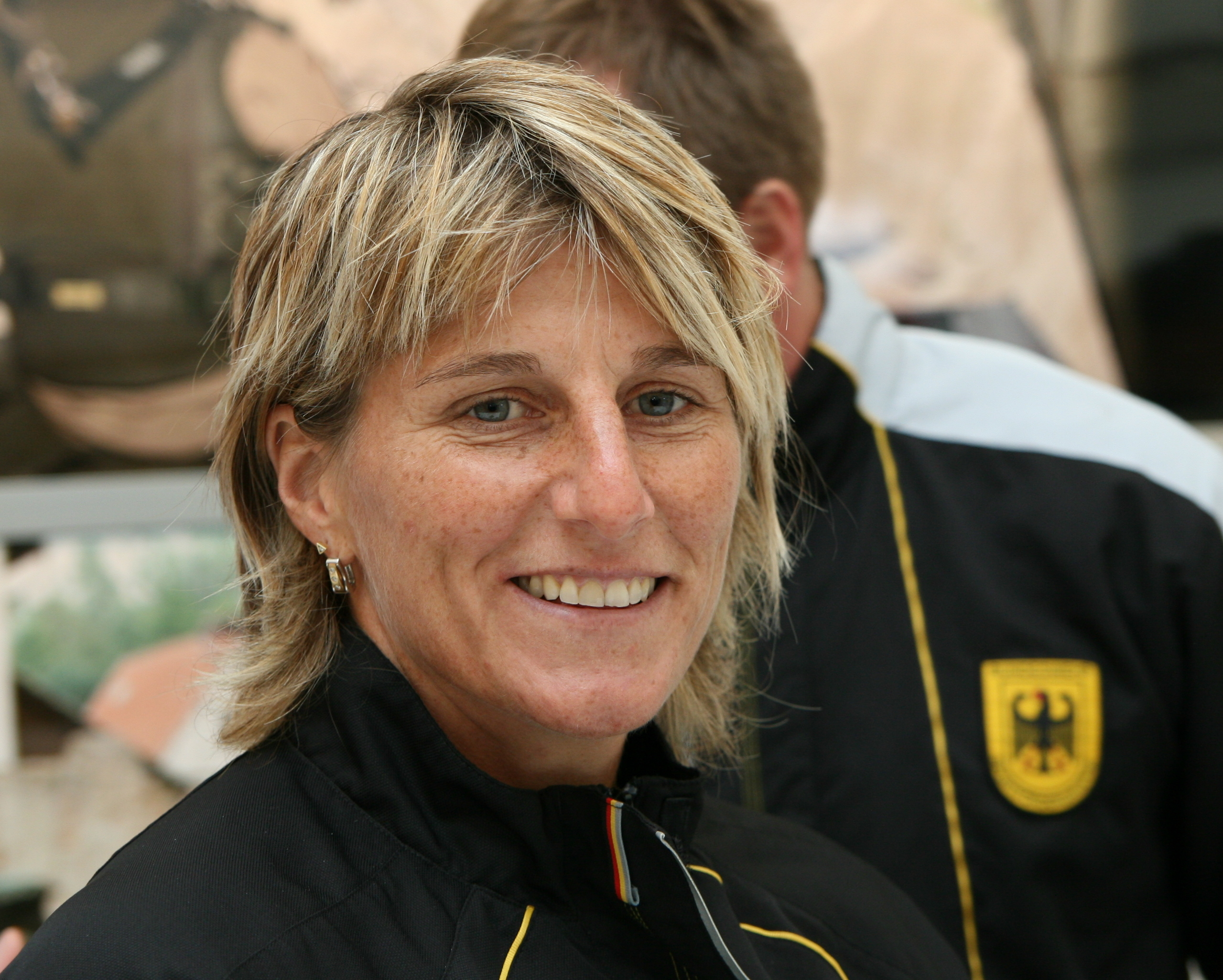
Silke Rottenberg

### Spielerinnen
- Nicole Bender-Rummler
- Sonja Bleibler
- Jeanette Blömen
- Nathalie Bock
- Nicole Brandebusemeyer
- Mariana Ciorbă
- Jacqueline Dünker
- Lena Fehrenbach
- Iris Flacke
- Sonja Fuss
- Ulrike Janßen
- Susanne Kasperczyk
- Andrea Klein
- Anja Koser
- Jessica Kreuzer
- Barbara Legrand
- Stefanie Löhr
- Vanessa Maiß
- Miriam Marx
- Maren Meinert
- Klara Muhle
- Nicole Müller
- Tünde Nagy
- Jutta Nardenbach
- Navina Omilade
- Mareike Prior
- Christina Puls
- Sandra Reisinger
- Silke Rottenberg
- Katrin Schmidt
- Karina Sefron
- Désirée Sesek
- Maike Seuren
- Nadine Thal
- Petra Unterbrink
- Bettina Wiegmann
- Christina Zerbe

### Trainer
- 1. Juli 2000 bis 30. Juni 2002: Hans-Jürgen Tritschoks
- 1. Juli 2002 bis 3. November 2003: Friedhelm Fröhlich
- 15. November 2003 bis 26. April 2004: Peter Angenendt
- 8. Mai 2004 bis 30. Juni 2004: Anja Koser
- 1. Juli 2004 bis 15. September 2006: Willi Küpper
- 7. Oktober 2006 bis 30. Juni 2009: Manuel Ortiz González

## Stadion
Die Heimspiele des FFC Brauweiler Pulheim wurden im Abtei-Sportpark ausgetragen, wo auch schon der Vorgänger Grün-Weiß Brauweiler spielte. Das Stadion bietet Platz für 3000 Zuschauer. Es wird auf Naturrasen gespielt. Darüber hinaus gibt es den 4500 Zuschauer fassenden Platz 2, wo auf Kunstrasen gespielt wird, der wiederum von einer Leichtathletik-Laufbahn umgeben ist. Beide Plätze befinden sich in der Nähe des Abtei-Gymnasiums, welches nach der Abtei Brauweiler benannt wurde, aber in keinem kirchlichen Zusammenhang steht.